# Rocca Massima
Rocca Massima – miejscowość i gmina we Włoszech, w regionie Lacjum, w prowincji Latina.
Według danych na rok 2004 gminę zamieszkiwały 1104 osoby, 61,3 os./km².